# کیتی روز
کیتی روز (انگلیسی: Katy Rose؛ زادهٔ ۲۷ ژانویهٔ ۱۹۸۷) یک موسیقی‌دان اهل ایالات متحده آمریکا است. وی از سال ۲۰۰۳ میلادی تاکنون مشغول فعالیت بوده‌است.